# Ana Stanić
Ana Stanić, cyr. Ана Станић (ur. 8 grudnia 1975 w Niszu) – serbska piosenkarka pop-rockowa.

## Życiorys
Jako dziecko uczęszczała do szkoły muzycznej. W 1992 roku ukończyła szkołę i wstąpiła do chóru Krsmanac, w którym śpiewała przez następne dwa lata. W 1994 roku dołączyła do zespołu Moby Dick i zdobyła sławę, wydając razem z zespołem 3 płyty. Jednak w 1998 roku opuściła zespół i wydała debiutancką solową płytę pod tytułem Metar iznad asfalta, która osiągnęła wielki sukces w Serbii oraz państwach byłej Jugosławii. Piosenka Sama z tej płyty została kilka lat później przetłumaczona na język polski przez Luizę Staniec i zaśpiewana przez Ewelinę Flintę pod tytułem Żałuję, stając się również hitem. Kilka miesięcy po wydaniu debiutanckiego albumu Stanić ukazała się druga płyta pod nazwą Vidim te kad, która również biła rekordy popularności. Kolejne jej płyty nie cieszą już się takim powodzeniem.

## Dyskografia
- 1998: Metar iznad asfalta
- 1999: Vidim te kad
- 2002: Tri
- 2004: U ogledalu